# Alfredo Papa
Alfredo Papa (Bari, 1º novembre 1953 – Arese, 31 luglio 2005) è stato un imitatore e conduttore televisivo italiano.

## Biografia
Nato a Bari, la sua famiglia si trasferisce a Milano quando era ancora un bambino. Fin da questa età mostra passione e talento per l'imitazione e a soli 14 anni viene ingaggiato come artista. Viene notato da Mike Bongiorno, che lo include per tre anni nel Giro Mike e in altri suoi spettacoli.
Conseguito il diploma di attore presso l'Accademia di Arte Drammatica, la notorietà arriva con l'ingaggio da parte di Ezio Radaelli come conduttore del Cantagiro nel 1973, suo debutto nella televisione nazionale.
Nel 1976-1977 presta la sua voce nella trasmissione Onda libera condotta da Roberto Benigni, in cui imita personaggi famosi quali Corrado, Mike Bongiorno e Eduardo De Filippo.
Grazie alle sue doti di imitatore riesce a conquistare il grande pubblico, ospite fisso in alcune tra le principali trasmissioni d'intrattenimento dell'allora Fininvest fra cui: Maurizio Costanzo Show, Risatissima, Raffaella Carrà Show, ma soprattutto Premiatissima, nel corso dello spazio La voce del Padrino. La sua immedesimazione nei panni dei personaggi imitati: Bettino Craxi, Adriano Celentano, Sandro Pertini, Carmelo Bene, Eduardo De Filippo, Lino Toffolo, Vittorio Gassman, Raimondo Vianello, Ugo Tognazzi, Humphrey Bogart. Indicato da molti come il degno erede del capostipite degli imitatori Alighiero Noschese, ebbe una rivalità artistica con Gigi Sabani.
Un episodio che segna la sua carriera avviene durante la puntata del 16 dicembre 1989 di Fantastico, condotto da Anna Oxa e Massimo Ranieri con la partecipazione di Giancarlo Magalli. Durante questa esibizione, modificata e tagliata con conseguente difficoltà del cabarettista, non accortosi che il microfono indossato fosse ancora acceso, il suo «ma vaffanculo a tutti voi» pronunciato dopo aver abbandonato il palcoscenico viene sentito in platea e in diretta televisiva. Da allora appare raramente in televisione al Maurizio Costanzo Show. 
Negli anni novanta, partecipa al programma di Rai Radio 2 La Domenica delle Meraviglie su testi di Diego Cugia. La trasmissione Meteore inserisce un suo video in una delle puntate. 
Negli ultimi anni di vita ha dovuto affrontare una crisi familiare. La sua morte è avvenuta nell'estate del 2005 all'età di 51 anni a seguito di un infarto.